# Villefranche-de-Panat
Villefranche-de-Panat település Franciaországban, Aveyron megyében. Lakosainak száma 678 fő (2022. január 1.). Villefranche-de-Panat Alrance, Ayssènes, Broquiès, Durenque, Lestrade-et-Thouels, Salles-Curan és Le Truel községekkel határos.

## Népesség
A település népessége az elmúlt években az alábbi módon változott:
| Lakosok száma | 804  | 908  | 711  | 775  | 716  | 730  | 703  | 692  | 684  | 678  |
|               | 1968 | 1982 | 1990 | 2006 | 2013 | 2015 | 2017 | 2019 | 2020 | 2022 |